# Marcel Vonlanthen
Marcel Vonlanthen (Lausana, 8 de setembro de 1933) é um ex-futebolista suíço que atuava como atacante.

## Carreira
Marcel Vonlanthen fez parte do elenco da Seleção Suíça de Futebol, na Copa do Mundo de 1962.